# Jacamar des Andes
Galbula pastazae
Espèce
Statut de conservation UICN

 VU C2a(i) : Vulnérable
Le Jacamar des Andes (Galbula pastazae) est une espèce d'oiseau de la famille des galbulidés (ou Galbulidae).
Il peuple le versant oriental des Andes (du sud-ouest de la Colombie à l'extrême nord du Pérou).